# 경기관광공사
경기관광공사(Gyeonggi Tourism Organization, 京畿觀光公社)는 관광을 통한 지역경제발전과 관광산업육성 및 주민복리증진 도모를 목적으로 2002년 4월 8일 공포된 '경기도관광공사설립및운영조례'에 의거 2002년 5월 15일 국내 최초의 관광전문 지방공기업으로 설립되었다.

## 개요
- 본사: 경기도 수원시 장안구 경수대로 1150
- 조직: 1본부(11팀) 1뷰로
- 인원: 직원 68명
- 주무부처: 경기도
- 비전: "동북아 관광의 중심 경기도를 실현하는 1등 공기업"

## 조직

### 사장
- 이사회
- 감사
- 경영기획실
- 관광마케팅본부
- 전략사업본부

## 주요사업

### 경기도 관광상품개발
- 에듀볼런투어(EduVolunTour) 사업추진

### 관광활성화 메가 이벤트
- 경기국제항공전 추진
- 경기평화통일마라톤 대회 운영
- 전시컨벤션 행사 유치 및 지원
- 경기국제관광박람회 개최

### 임진각 관리운영
- 임진각 평화누리 일원 관광활성화
- DMZ자전거투어 추진
- 도라산평화공원 활성화
- 임진각 어린이날 행사

## 역대 사장
| 대수  | 이름   | 임기                               | 비고 |
| ----- | ------ | ---------------------------------- | ---- |
| 제1대 | 김종민 | 2002년 4월 8일 ~ 2004년 6월 30일   |      |
| 제2대 | 신현태 | 2004년 7월 19일 ~ 2006년 12월 18일 |      |
| 제3대 | 임병수 | 2007년 1월 4일 ~ 2010년 1월 29일   |      |
| 제4대 | 김명수 | 2010년 2월 1일 ~ 2011년 1월 31일   |      |
| 제5대 | 황준기 | 2011년 4월 26일 ~ 2014.12.31       |      |
| 제6대 | 홍승표 | 2015년 1월 2일 ~ 2017년 12월 31일  |      |
| 제7대 | 이선명 | 2018년 2월 2일~2018년 8월 7일      |      |
| 제8대 | 유동규 | 2018년 10월 1일~2020년 12월 31일   |      |
| 제9대 | 조원용 |                                    |      |